# جوائز المدينة المستدامة
جوائز المدينة المستدامة هي  مخطط جوائز وطني "للأعمال الخضراء" تديره مؤسسة مدينة لندن. وتهدف هذه الجوائز إلى " الاعتراف بأفضل الممارسات في الإدارة البيئية والقيادة المستدامة " عبر اثنتي عشرة فئة.

## فئات
- التمويل المستدام
- السفر والنقل المستدامان
- الإدارة المسؤولة للنفايات
- الحفاظ على الموارد
- البناء المستدام
- الغذاء المستدام
- ريادة الأعمال (الاجتماعية)
- ريادة الأعمال (التجارية)
- التصدي لتغير المناخ
- جائزة الرؤية البعيدة
- تخضير القطاع الثالث
- جودة الهواء
- الأزياء المستدامةتُمنح جائزة السير بيتر باركر للريادة في الاستدامة أيضًا لإحدى الشركات المدرجة في قائمة مختصرة في واحدة أو أكثر من هذه الفئات.

## تاريخ
تأسست الجوائز في عام 2001 وهي تجذب حوالي 250 طلبًا سنويًا، من الشركات الصغيرة والمتوسطة والجمعيات الخيرية إلى البنوك والشركات المتعددة الجنسيات. يتم إطلاقها كل شهر سبتمبر وتغلق باب التسجيل في نوفمبر، وتوجد تفاصيل التسجيل على موقع مؤسسة مدينة لندن. الدخول إلى الجوائز مجاني ولا يتم فرض أي رسوم لحضور حفل توزيع الجوائز، الذي يقام في مانشن هاوس.

## الاعتماد
الجوائز معتمدة من قبل الجمعية الملكية لتشجيع الفنون، والمصنوعات، والتجارة (RSA) ويتم ترشيح الفائزين للنظر فيهم كممثلين للمملكة المتحدة في "جوائز الأعمال الأوروبية للبيئة" ويتم إدارتها بالشراكة مع العديد من المنظمات الأخرى.